# Richard Rolle
Richard Rolle (ur. 1290-1300, zm. 1349 w Hampole) − zakonnik, mistyk, teolog angielski, tłumacz Biblii, czczony jako święty w Kościele anglikańskim.

## Życiorys
Richard Rolle dorastał w Pickering w hrabstwie North Yorkshire. Studiował w Uniwersytecie Okswordzkim, dzięki wsparciu Thomasa de Neville, biskupa Durham. Porzucił studia, mając 18 lub 19 lat. Pozostawił po sobie liczne dzieła mistyczne, pisane w języku łacińskim i angielskim. Po spędzeniu szeregu lat jako wędrowny pątnik osiadł w Hampole. Przetłumaczył Biblię. Dzieła Rollego wydał w Londynie w XVI w. Wynkyn de Worde. Eremita czczony jest w Kościele anglikańskim. Wspomnienie liturgiczne przypada 20 stycznia.